# Distrito de Pueblo Nuevo (Chepén)
El distrito de Pueblo Nuevo es uno de los tres que conforman la provincia de Chepén, ubicada en el departamento de La Libertad en el Norte del Perú.
Desde el punto de vista jerárquico de la Iglesia católica forma parte de la Arquidiócesis de Trujillo.

## Geografía
Ocupa una superficie de 271,16 km², a una altitud de 72 m s. n. m., según el censo del año 2005 tiene una población de 11 249 habitantes.

### Hidrografía
- Río Chamán

## Localidades
Algunas de las localidades en el distrito son:
- Puerto Chérrepe
- Nuevo Horizonte
- San Isidro
- Santa Rosa
- Santa María
- El Progreso
- Charcape
- Alto San Ildefonso
- Nueva Esperanza
- Geipe Alto
- El Milagro
- Geipe Bajo
- El Trigo
- Catalina

## Autoridades

### Municipales
- 2014 - 2018
  - Alcalde: Jose Ruperto Suing Barrueto, Partido Aprista Peruano
  - Regidores: Segundo manuel Quispe Mendoza (PAP), Janis Kely Dávila Campos (PAP), Hugo Hernán Rivadeneyra Fernández (PAP),Janet  Espinoza Enco (PAP), José Eduardo Balarezo Albitres (LEPCH).
- 2011 - 2014
  - Alcalde: Segundo Alberto Aguirre Calderón, del Movimiento Trabajo + Trabajo (T+T).
  - Regidores: José Manuel Zapata Dávila (T+T), Jesmil Dimas Sánchez (T+T), Luis Alberto Santisteban Cerna (T+T), María Del Rosario Balarezo Fernández (T+T), Juan Enrique Esquen Reaño (Alianza para el Progreso).[3]
- 2007 - 2010
  - Alcalde: Segundo Alberto Aguirre Calderón, del Partido Aprista Peruano.

### Policiales
- Comisario: Mayor PNP.

### Religiosas
- Arquidiócesis de Trujillo[4]
  - Arzobispo de Trujillo: Monseñor Héctor Miguel Cabrejos Vidarte, OFM.[5]
- Parroquia de  
  - Párroco: Pbro.

## Gastronomía
Sus platos típicos son el pepián de pava. Sin embargo Pueblo Nuevo tiene una amplia gama de platillos.
Pueblo Nuevo es una cultura que utiliza en la elaboración de sus comidas una gran variedad de productos locales y foráneos, siendo el arroz el acompañante principal de todas sus comidas; ya que es uno de los principales productor de este cereal a nivel nacional, continuando, entre otros productos utilizados como: variedad de menestras, hortalizas, legumbres, etc.   
Otros platos de Pueblo Nuevo son: * Pichones en caldo o en tallarines
- Pato guisado con frijoles o con yucas
- Ceviche de pescado
- Sudado de pescado
- Cabrito guisado
- Chirimpico (hecho con sangre y vísceras de cabrito)
- Arroz con pato
- Espesado de choclo
- Frito de cerdo con yuca y zarsa
- Arroz de monte
- Cuyes fritos con papas guisadas

## Atractivos turísticos
- El principal atractivo es su remodelada Plaza de Armas, una pileta con una escultura de un ángel y caída de agua con luces de colores.
- Chérrepe, balneario asentado sobre el antiguo cacicazgo mochica de Chérrepe.